# بيل كولي
بيل كولي هو سياسي أمريكي، ولد في 5 أغسطس 1960 في سينسيناتي في الولايات المتحدة. نشط حزبياً في الحزب الجمهوري. وقد انتخب عضو مجلس ولاية أوهايو ‏.